# Fashion (film, 2008)
Pour plus de détails, voir Fiche technique et Distribution.
Fashion (hindi : फैशन), sorti en 2008, est un film indien réalisé par Madhur Bhandarkar. Dans ce drame qui explore les dessous du milieu de la mode, les rôles principaux sont tenus par Priyanka Chopra et Kangana Ranaut entourées par les débutants Mugdha Godse et Arjan Bajwa.

## Synopsis
Meghna Mathur quitte son Chandigarh natal pour s'installer à Mumbai où elle rêve de devenir top model. Après des débuts difficiles, elle réussit à se faire remarquer. À force de ténacité et de compromissions, elle obtient des contrats de publicité prestigieux et défile pour des grands couturiers. C'est ainsi qu'elle devient la rivale de Shonali qui la met en garde contre cet univers tout aussi éblouissant qu'impitoyable. Mais Meghna ne veut rien entendre et poursuit son ascension tandis que Shonali sombre inexorablement dans la déchéance, l'alcool et la drogue.
Cependant, la gloire de Meghna est de courte durée et elle ne tarde pas à être supplantée par des filles plus jeunes et tout aussi ambitieuses qu'elle. Elle perd confiance en elle et, submergée par le désordre qu'est devenu sa vie, retourne vivre dans sa famille à Chandigarh. Plus d'un an plus tard, encouragée par ses parents, elle retente sa chance à Mumbai. Bien que le retour soit difficile, elle prend en charge Shonali qui, malgré ses soins, meurt d'une overdose. Surmontant son chagrin et les obstacles, Meghna réussit à retrouver le succès et le respect d'elle-même qu'elle avait perdu.

## Distribution
- Priyanka Chopra (VF:Laëtitia Godès) ;(VQ Catherine Bonneau): Meghna Mathur
- Kangana Ranaut : Shonali Gujral
- Mugdha Godse : Janet Sequeira
- Arjan Bajwa : Maanav
- Samir Soni : Rahul Arora
- Ashwin Mushran : Rohit Khanna
- Kitu Gidwani : Anisha Roy
- Arbaaz Khan: Abhijit Sarin
- Suchitra Pillai-Malik : Avantika Sarin
- Rohit Roy : Kartik Suri
- Raj Babbar : le père de Meghna
- Kiran Juneja : la mère de Meghna
- Chitrashi Rawat : Shomu
- Manini Mishra : Sheena Bajaj
- Harsh Chhaya : Vinay Khosla

## Accueil

### Critique
Le film reçoit généralement de bonnes critiques, les journalistes soulignant le souci de réalisme du réalisateur qui restitue aussi bien le côté sombre et impitoyable de cet univers que ses aspects glamour. Cependant certains remarquent qu'il n'évite pas les idées reçues sur l'homosexualité des créateurs ou l'incapacité des femmes à mener seules leur carrière.

### Box office
Le film est un succès au box office, il rapporte 268 898 524 roupies en Inde.

## Récompenses
National Film Awards
- Meilleure actrice - Priyanka Chopra
- Meilleur second rôle féminin - Kangana Ranaut

Filmfare Awards
- Meilleure actrice - Priyanka Chopra
- Meilleur second rôle féminin - Kangana Ranaut

Star Screen Awards
- Meilleure actrice - Priyanka Chopra

IIFA Awards
- Meilleure actrice - Priyanka Chopra
- Meilleur second rôle féminin - Kangana Ranaut

Stardust Awards
- Meilleure actrice - Priyanka Chopra
- Meilleur second rôle féminin - Kangana Ranaut